# Little Sis Nora
Nora Ekberg, més coneguda pel seu nom artístic Little Sis Nora (Boràs, 30 d'agost de 1996) és una cantant i rapera sueca.
Ekberg és coneguda per les seves aparicions com a convidada en cançons del seu germà, el productor musical AronChupa, en les quals sovint interpreta la veu principal. L'obra més exitosa d'ambdós artistes és el tema I'm an Albatraoz del 2014, que va arribar al top ten de diversos països europeus, com Alemanya, Àustria i Suïssa, i va encapçalar les llistes a la seva nativa Suècia i a Dinamarca. El vídeo musical oficial de la cançó, amb Little Sis Nora, té més de mil milions de visualitzacions a YouTube.
Els dos germans van aconseguir un altre èxit a les llistes sueques amb Rave in the Grave, el 2018, a la posició 93 i dos anys més tard amb The Woodchuck Song amb el número 83. El 2020, es va llançar Fun, el primer senzill en solitari de la cantant.